# Гулецкий, Дмитрий Владимирович
Гулецкий Дмитрий Владимирович (бел. Гулецкі Дзмітрый Уладзіміравіч, род. 29 марта 1981) — современный белорусский исследователь нумизматики и материальной культуры.
Активно занимается нумизматическими исследованиями с 2005 г. Первой серьезной работой автора стал сбор, исследование, описание и тематическое разделение различных типов штемпелей полугрошей Сигизмунда Старого (1508−1529 гг.), начатый в 2005 году и полностью завершенный к 2017 году.
Делегат от Белоруссии на нумизматических конференциях в Раубичах, Минске, Москве, Белостоке и Вильнюсе в 2005−2018. Основатель и главный редактор серии «Русь, Литва, Орда в памятниках нумизматики и сфрагистики» (Минск-Москва, с 2015 г.). За большой вклад в изучение и популяризацию отечественного нумизматического наследия, значительный личный вклад в развитие нумизматического движения в Белоруссии награждён золотым знаком Белорусского нумизматического общества (2017 год).
Печатал работы по нумизматике в «Банковским вестнике» (Минск), «Средневековая нумизматика Восточной Европы» (Москва), «Svensk Numismatisk Tidskrift» (Стокгольм), «Bialoruskie Zeszyty Historyczne» (Белосток), «Numizmatika» (Вильнюс), газетах «Беларус» (Нью-Йорк) и «Советская Белоруссия» (Минск).

## Труды
- Адзінкавая знаходка ранняе манеты ВКЛ тыпу «ПЕЧАТЬ-Звер» у Расіі
- Выхад Віленскае мынцы ў 1509−1516 гадох
- Групы штэмпеляў 1508−1529 гадоў, выкарыстаных для чаканкі паўгрошаў Жыгімонта I Старога
- Манеты ВКЛ у зборы Каралеўскага Мюнцгабінэта Швецыi
- Паўгрошы літоўскія Жыгімонта Старога: новае ў пытаннях вывучэння i класіфікацыi
- Помнікі працы майстроў Віленскае мынцы пачатку XVI стагоддзя: аспекты вытворчасці
- Рэдкія манеты Жыгімонта Старога 1508−1529 гадоў у зборах найвялікшых польскіх музеяў
- Традыцыйныя грашовыя сыстэмы ў XVI−XVII стагоддзях: траякі i таляры
- Фальшаванне манет Рэчы Паспалітай
- Заимствование мотивов оформления средневековых монет в Восточной Европе на примере монет Ольгерда и Ягайло
- Ранний период чеканки в Великом княжестве Литовском по данным кладов Киевщины
- Вислая печать пронского князя Ивана Владимировича (конец XIV века — около 1430 г.) и его монеты (в соавторстве с И. А. Жуковым)
- Гниваньский клад начала II четверти XV века (в соавторстве с Ю. В. Зайончковским)
- Лабораторные исследования монет Гниваньского клада (в соавторстве с К. Ф. Ермалицкой)
- Исследование стохастических свойств веса монет на примере выборки виленских полугрошей Александра Казимировича (в соавторстве с А. А. Тиунчиком)
- Средневековые свинцовые пломбы, найденные близ летописного Друцка
- Монетная гривна из Владимир-Волынского района Волынской области Украины (в соавторстве с Ю. В. Зайончковским)
- Клад начала 1420-х из Тульской области (в соавторстве с Ю. В. Зайончковским и К. М. Петруниным)
- Свинцовые пломбы XI−XII вв. с изображением святых и креста различных типов из северо-западной части Черниговской земли и Мстиславского удела Смоленской земли Киевской Руси (по сборам в Брянской области) (в соавторстве с Ю. Г. Тигунцевым)
- Второй Друцкий комплекс свинцовых пломб
- Две заметки о платежных слитках русского средневековья
- Еще раз о денежном счете домонгольской Руси
- Атрибуция актовых печатей первого полоцкого князя Рогволода (в соавторстве с А. Н. Петровым)
- О находках византийских печатей XI−XII вв. с именем Михаила из Давлии на территории Полоцкой земли (в соавторстве с В. Зайбтом)
- Свинцовые пломбы XI — нач. XIII вв. из северо-западной части Черниговской земли и Мстиславской волости Смоленской земли (по сборам в Брянской области). Часть 2. Пломбы с изображениями знаков и литер различных типов (в соавторстве с Ю. Г. Тигунцевым)
- Древнерусские свинцовые пломбы с властной символикой Рюриковичей: история и проблемы изучения (по данным украинских находок последних лет) (в соавторстве с Н. А. Ярошевским)
- Денежные пломбы полоцких князей XI—XII веков (в соавторстве с Н. А. Дорошкевичем)
- Новые находки западноевропейских товарных пломб в Восточной Европе (в соавторстве с Р. Ван Лаэре)

## Книги
- 2007 — «Манеты беларускай даўніны»
- 2007 — «Манеты Беларусі да 1707 года» (соавтор книги)
- 2008 — «Калекцыйная Спадчына Вялікага Княства» (соавтор книги)
- 2011 — «Russian wire coins 1533−1645. Price guide» (на английском)
- 2013 — «Русские монеты 1353−1533» (в соавторстве с К. Петруниным)
- 2014 — «Калекцыянер» (соавтор и редактор книги)
- 2015 — «Монеты Великого княжества Литовского со второй половины 14-го века до 1536 года»
- 2015 — «100 самых известных монет России»
- 2015 — «100 самых известных монет мира»
- 2015 — «Early Russian Coins 1353−1533» (в соавторстве с К. Петруниным и А. Фишманом)[3]
- 2016 — «Coins of the Golden Horde: Period of the Great Mongols (1224−1266)»[4][5] (в соавторстве с Дж. Фарром)
- 2016 — «Early Russian Coins 930−1492 and their values» (vol. 1)[6][7]
- 2017 — «Русские средневековые монеты» (в соавторстве с К. Петруниным)[8]
- 2017 — «Early Lithuanian half-groats 1495−1529» (в соавторстве с Г. Багдонасом и Н. Дорошкевичем)
- 2017 — «Все монеты России от древности до наших дней»
- 2018 — «Меховые деньги Древней Руси XI−XIII вв.» (в соавторстве с Н. Дорошкевичем)[9]